# Bukura-tó
A Bukura-tó (románul Lacul Bucura) egy glaciális tó, amely a Retyezát-hegységben, Erdélyben, Romániában található. Tengerszint feletti magassága 2040 méter, parthossza 550 m.
A tó a Retyezát-hegység legnagyobb tengerszeme. Területe 8,9 hektár, átlagos mélysége 15,5 méter, de ez elérheti a 22,5 métert is.

## Képek

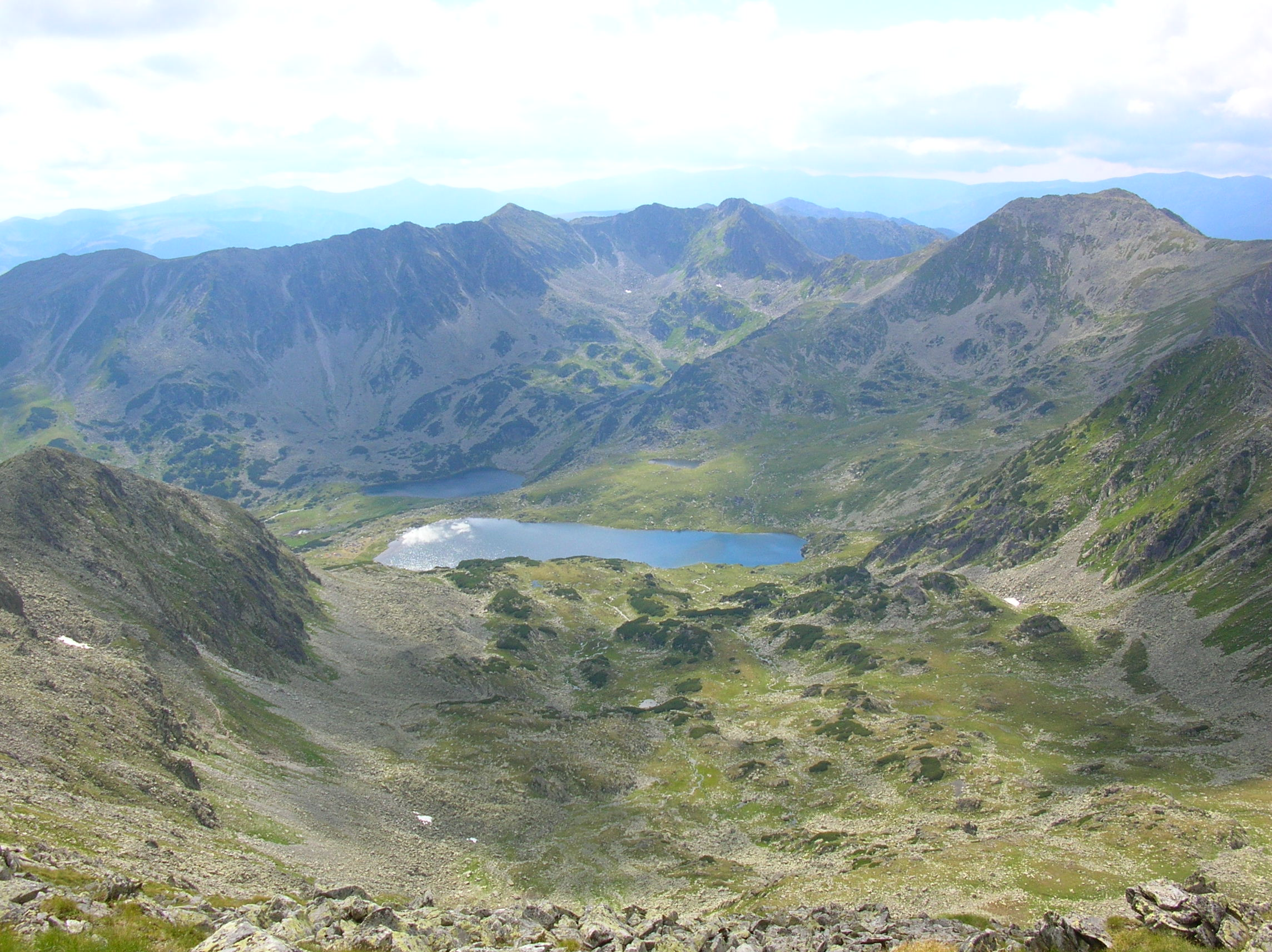
A Bukura-tó a Pelága-csúcsról
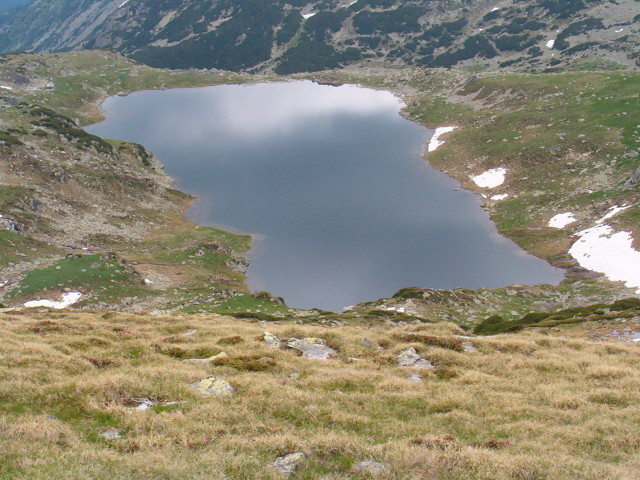
Bukura-tó
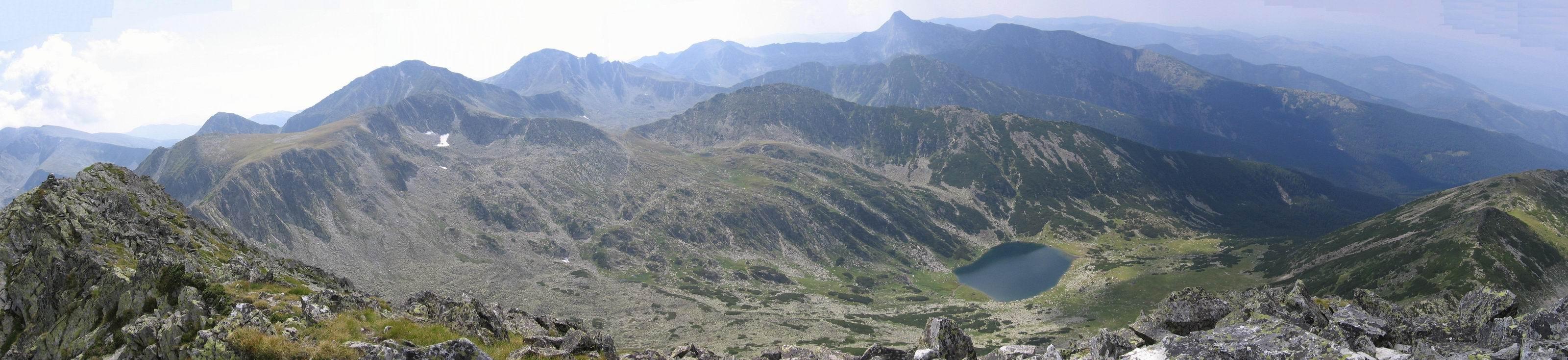
Kilátás a Nagy-csúcsról (2463 m)
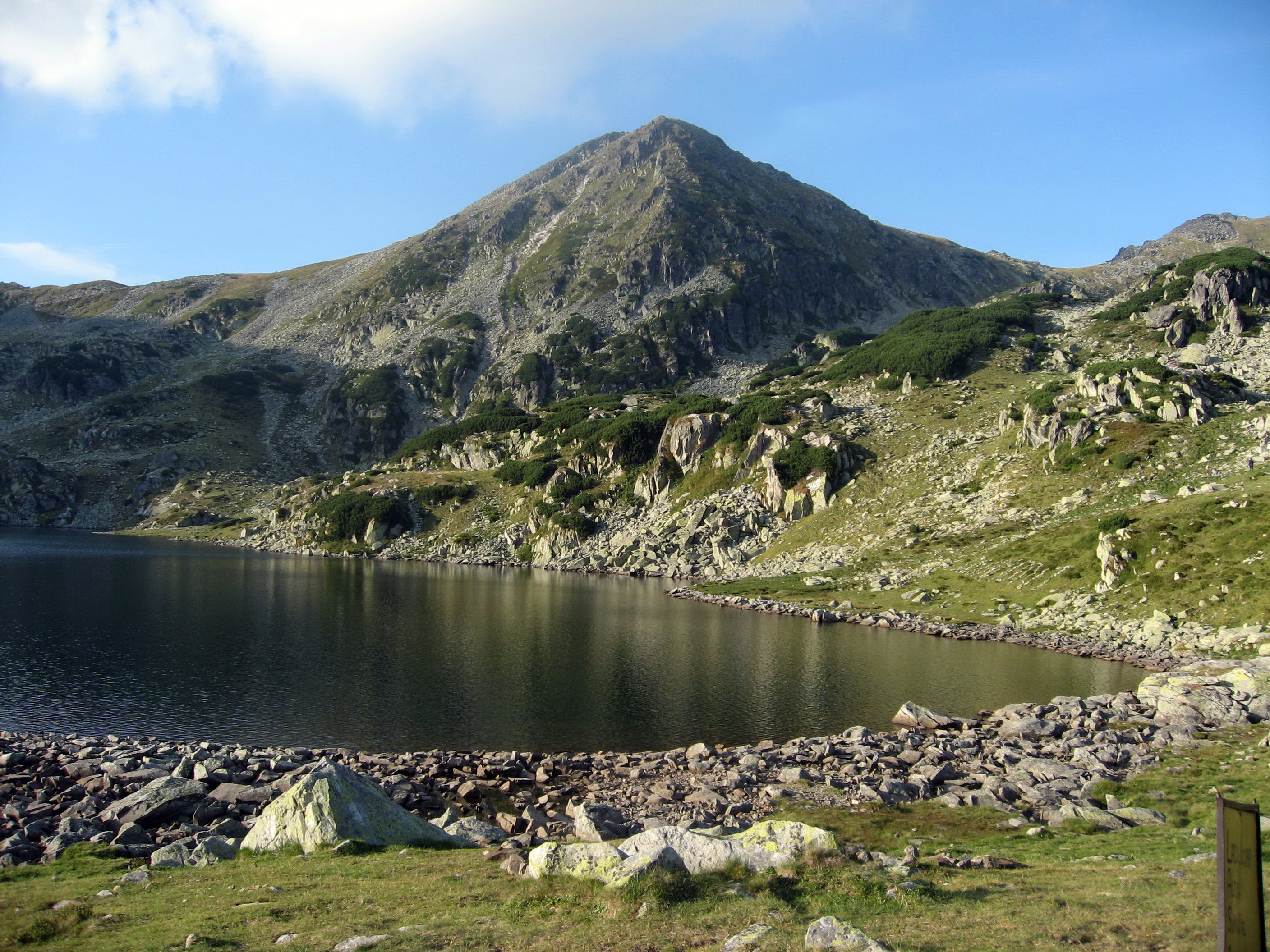
Bukura-tó

## Fordítás
- Ez a szócikk részben vagy egészben  a   Bucura Lake című angol Wikipédia-szócikk fordításán alapul.  Az eredeti cikk szerkesztőit annak laptörténete sorolja fel. Ez a jelzés csupán a megfogalmazás eredetét és a szerzői jogokat jelzi, nem szolgál a cikkben szereplő információk forrásmegjelöléseként.
- Ez a szócikk részben vagy egészben  a   Lacul Bucura című román Wikipédia-szócikk fordításán alapul.  Az eredeti cikk szerkesztőit annak laptörténete sorolja fel. Ez a jelzés csupán a megfogalmazás eredetét és a szerzői jogokat jelzi, nem szolgál a cikkben szereplő információk forrásmegjelöléseként.